# Sonia Cordeau
Sonia Cordeau est une scénariste, comédienne québécoise

## Biographie
Sonia Cordeau est diplômée du Conservatoire d'art dramatique de Montréal en 2010. Elle est comédienne et scénariste dans l'émission Les Appendices, diffusé à la chaîne Télé-Québec.
Elle a créé la série humoristique Inspirez expirez en collaboration avec Jean-François Chagnon et Katherine Levac  dans laquelle elle interprète le rôle de Sophie,.

## Filmographie
- 2008-2020 : Les Appendices : Rôles multiples
- 2011 : Starbuck de Ken Scott : Enfant no 4
- 2015 : Guibord s'en va-t-en guerre de Philippe Falardeau : Stéphanie Caron-Lavallée
- 2017 : Olivier : Agathe
- 2017 : Karl et Max : Annabelle
- 2018 : Like-moi ! : Rôles multiples
- 2018-2024 : Léo : Nancy
- 2021 : L'Arracheuse de temps de Francis Leclerc : Jeannette Brodeur
- 2023 : Inspirez expirez : Sophie
- 2024 : Temps de chien :  Annie Daviault

## Théâtre
- 2020 : Fairfly, mise en scène de Ricard Soler Mallol
- 2023 : Whitehorse, mise en scène de Simon Lacroix : Nathalie

## Prix et distinctions
Sonia Cordeau a reçu plusieurs prix et distinctions :
- Prix Gémeaux, catégorie Meilleur texte pour une émission ou série produite pour les médias numériques: comédie pour Les Appendices / 2021
- Nomination Gémeaux, catégorie Meilleure réalisation pour une émission ou série produite pour les médias numériques : comédie  pour Les Appendices / 2021
- Prix Gémeaux, catégorie Meilleure interprétation : humour  pour Like-moi ! saison 5 / 2020
- Nomination Gémeaux, catégorie Meilleure interprétation : humour pour Like-moi ! / 2018-2019
- Nomination Gala Olivier, catégorie Comédie télé de l'année  pour Like-moi ! / 2019
- Nomination Gémeaux, catégorie Meilleure interprétation féminine pour une émission produite pour les médias numériques: Fiction pour Barman / 2018
- Nomination Gémeaux, catégorie Meilleure interprétation : Humour  pour Les Appendices Tourlou / 2018
- Nomination Gémeaux, catégorie Meilleure habillage graphique :  toutes catégories pour Les Appendices Tourlou / 2018
- Nomination Gémeaux, catégorie Meilleure texte : Humour  pour Les Appendices Tourlou / 2018
- Nomination Gémeaux, catégorie Meilleure réalisation : Humour  pour Les Appendices Tourlou / 2017
- Nomination Gémeaux, catégorie Meilleur texte : Humour  pour Les Appendices / 2017
- Nomination Gémeaux, catégorie Meilleur interprétation : Humour  pour Les Appendices / 2017